# Melananthia flammeocephala
Melananthia flammeocephala is een keversoort uit de familie schijnboktorren (Oedemeridae). De wetenschappelijke naam van de soort is voor het eerst geldig gepubliceerd in 1991 door Švihla.